# Pavel Srníček
Pavel Srníček (Ostrava, 10. ožujka 1968. – Ostrava, 29. prosinca 2015.) bio je češki nogometni vratar i bivši nacionalni reprezentativac. Nakon igračke karijere je radio u praškoj Sparti kao trener vratara. Srníček umro je u 47. godini života u prosincu 2015. godine. Bivši golman Češke koji je veći dio karijere proveo u Newcastle Unitedu izgubio je borbu za život nekoliko dana nakon srčanog udara koji ga je prikovao za bolničku postelju.

## Karijera

### Klupska karijera
Srníček je na seniorskoj razini debitirao 1990. godine u Banik Ostravi. Nakon jedne sezone kupuje ga engleski Newcastle United a dolaskom novog trenera Kevina Keegana, Srníček postaje standardni vratar Svraka. Bio je ključna karika momčadi koja je u sezoni 1992./93. bila prvak druge lige i time se automatski plasirala u Premiership. Češkom golmanu je konkurent u klubu na vratarskoj poziciji bio Shaka Hislop, međutim Hislopovom ozljedom Srníček je nastavio biti prvi izbor kluba. Međutim, nakon što je klub 1997. doveo irskog vratara Shayja Givena, Pavel je izgubio prvo mjesto. Zbog toga je 1998. napustio klub te se vratio u Baník Ostravu gdje je branio kraće razdoblje.
Nakon toga se vraća u Premiership u dresu Sheffield Wednesdayja u kojem je ostvario relativni uspjeh. 2000. odlazi u Italiju gdje je branio za Bresciju i Cosenzu da bi se nakon tri godine vratio u Englesku gdje je branio u Portsmouthu i West Ham Unitedu. Dvije sezone bio je vratar portugalske Beire-Mar.
2006. godine uslijedio je emotivni povratak u Newcastle United s kojim je potpisao ugovor do kraja godine. Ondje je bio privremena zamjena Shayju Givenu (zbog kojeg je prvi puta napustio klub) koji je tada bio ozlijeđen. Za klub je debitirao 23. prosinca u 3:1 pobjedi nad Tottenham Hotspurom. To mu je ujedno bila i jubilarna 150. utakmica u dresu Svraka dok je prema anketi među navijačima, proglašen jednim od najpopularnijih Newcastleovih igrača svih vremena.
Nakon pobjede protiv Tottenhama, klub je s vratarom potpisao novi ugovor do kraja sezone. Imenovanjem Sama Allardycea za novog trenera Newcastlea u svibnju 2007., Srníčeku je rečeno da mu se neće produživati postojeći ugovor. Nakon što je čuo novu vijest, Pavel Srníček je prekinuo svoju igračku karijeru.

### Reprezentativna karijera
Pavel Srníček je bio član češke reprezentacije koja je na EURU 1996. stigla do finala samog turnira. Sljedeće godine postao je prvi reprezentativni golman te je s Češkom sudjelovao na Kupu konfederacija u kojem je nacionalna vrsta osvojila treće mjesto pobijedivši Urugvaj.
Status prvog vratara Srníček je imao i na EURU 2000. gdje je reprezentacija ispala već u skupini.

### Trenerska karijera
Srníček je u Češkoj otvorio školu nogometa gdje je mlade iz cijeloga svijeta podučavao svojim golmanskim tehnikama dok je u isto vrijeme sudjelovao u brojnim humanitarnim organizacijama.
4. siječnja 2012. praška Sparta je potvrdila vijest da je zaposlila Srníčeka kao trenera vratara.

## Osvojeni trofeji

### Klupski trofeji
| Klub             | Trofej              | Sezona / godina |
| Engleska         | Engleska            | Engleska        |
| ---------------- | ------------------- | --------------- |
| Newcastle United | Engleska druga liga | 1992./93.       |

### Reprezentativni trofeji
| Turnir              | Trofej | Godina |
| ------------------- | ------ | ------ |
| EP u Engleskoj      | Srebro | 1996.  |
| Konfederacijski kup | Bronca | 1997.  |

## Vanjske poveznice
- National Football Teams.com